# Budapest Trophy
Il Budapest Trophy è una gara di pattinaggio di figura organizzata dalla Federazione Nazionale Ungherese di pattinaggio di figura a Budapest, in Ungheria. In alcuni anni è stata parte del circuito ISU Challenger Series. Comprende gare a livello senior, junior e novice nei singoli, sia maschili che femminili, nella coppia e nella danza su ghiaccio.

## Albo d'oro senior
CS: ISU Challenger Series

### Singolo maschile
| Anno    | Oro            | Argento         | Bronzo            |
| 2020 CS | Daniel Grassl  | Burak Demirboğa | Aleksandr Selevko |
| 2021    | Matteo Rizzo   | Dmitrij Aliev   | Alexander Samarin |
| 2022 CS | Matteo Rizzo   | Lukas Britschgi | Nikolaj Memola    |
| 2023 CS | Nikolaj Memola | Lukas Britschgi | Tomoki Hiwatashi  |
| 2024 CS | Matteo Rizzo   | Lukas Britschgi | Nikita Starostin  |

### Singolo femminile
| Anno    | Oro               | Argento          | Bronzo           |
| 2020 CS | Loena Hendrickx   | Eva-Lotta Kiibus | Alexandra Feigin |
| 2021    | Maiia Khromykh    | Anna Ščerbakova  | Sofia Samodurova |
| 2022 CS | Ava Marie Ziegler | Kimmy Repond     | Niina Petrõkina  |
| 2023 CS | Bradie Tennell    | Léa Serna        | Clare Seo        |
| 2024 CS | Alysa Liu         | Kimmy Repond     | Lorine Schild    |

### Coppie
| Anno | Oro                                    | Argento                               | Bronzo                            |
| 2021 | Karina Akopova / Nikita Rakhmanin      | Anastasiia Metelkina / Daniil Parkman | Ioulia Chtchetinina / Márk Magyar |
| 2023 | Minerva Fabienne Hase / Nikita Volodin | Maria Pavlova / Alexei Sviatchenko    | Daria Danilova / Michel Tsiba     |

### Danza su ghiaccio
| Anno    | Oro                                      | Argento                               | Bronzo                               |
| 2020 CS | Alexandra Nazarova / Maxim Nikitin       | Katharina Müller / Tim Dieck          | Sasha Fear / George Waddell          |
| 2021    | Tina Garabedian / Simon Proulx-Sénécal   | Allison Reed / Saulius Ambrulevičius  | Elizaveta Shanaeva / Devid Naryzhnyy |
| 2022 CS | Marjorie Lajoie / Zachary Lagha          | Evgeniia Lopareva / Geoffrey Brissaud | Katarina Wolfkostin / Jeffrey Chen   |
| 2023 CS | Diana Davis / Gleb Smolkin               | Marie-Jade Lauriault / Romain Le Gac  | Loicia Demougeot / Théo Le Mercier   |
| 2024 CS | Christina Carreira / Anthony Ponomarenko | Emily Bratti / Ian Somerville         | Juulia Turkkila / Matthias Versluis  |

## Albo d'oro junior

### Singolo maschile
| Anno | Oro                 | Argento            | Bronzo           |
| 2020 | Arlet Levandi       | Marko Piliar       | Alp Eren Özkan   |
| 2021 | Lukas Vaclavik      | Mozes József Berei | Corentin Spinar  |
| 2022 | Erik Pellnor        | Mark Kulish        | Julio Potapenko  |
| 2023 | Hugo Willi Herrmann | Gianni Motilla     | Kirillis Korkacs |
| 2024 | Lukas Vaclavik      | Gianni Motilla     | Oscar Oliver     |

### Singolo femminile
| Anno | Oro                  | Argento                | Bronzo                 |
| 2020 | Anastasiia Shabotova | Marija Brejeva         | Amalia Zelenjak        |
| 2021 | Vivien Papp          | Karolina Kogan         | Pihla Bergman          |
| 2022 | Hyorin Lee           | Lena Ekker             | Katinka Anna Zsembery  |
| 2023 | Logan Higase-Chen    | Hannah Frank           | Polina Dzsumanyijazova |
| 2024 | Angelica Lengyelova  | Polina Dzsumanyijazova | Anastasia Brandenburg  |

### Coppie
| Anno | Oro                                | Argento                              | Bronzo                                 |
| 2021 | Ekaterina Geinish / Ilya Mironov   | Anastasia Kostyuk / Dmitrii Chigirev | Alyssa Montan / Filippo Clerici        |
| 2024 | Louise Ehrhard / Matthis Pellegris | Debora Anna Cohen / Lukas Vochozka   | Chiara Michaela Pazienza / Maxim Knorr |

### Danza su ghiaccio
| Anno | Oro                                        | Argento                             | Bronzo                                           |
| 2020 | Mariia Holubtsova / Kyryl Bielobrov        | Mariia Pinchuk / Mykyta Pogorielov  | Katica Kedves / Fedor Sharonov                   |
| 2021 | Polina Kocherygina /[Evgenii Artiushchenko | Varvara Kurnosenko / Fedor Varlamov | Olga Fedorova / Nikita Ivanov                    |
| 2022 | Sofiia Dovhal / Wiktor Kulesza             | Emie Lefebvre / Louis Varescon      | Ambre Perrier Gianesini / Samuel Blanc Klaperman |
| 2023 | Iryna Pidgaina / Artem Koval               | Sofiia Dovhal / Wiktor Kulesza      | Andrea Psurna / Jachym Novak                     |
| 2024 | Iryna Pidgaina / Artem Koval               | Gina Zehnder / Beda Leon Sieber     | Eva Bernard / Amedeo Bonetto                     |